# Guelwaars Fatick
Actualités
Le Guelwaars Fatick est un club de football sénégalais basé à Fatick.

## Histoire
Le club de Guelwaars Fatick est un club de football sénégalais créé en 2018 et basé à Fatick.
Après avoir été sacré champion de la quatrième division sénégalaise de football (National 2) pour la saison 2024, le club est promu en division supérieur et évolue actuellement en troisième division sénégalaise de football (National 1).
Le club presente une politique sportive avec comme modèle la formation pour les jeunes joueurs. Il ambitionne devenir une référence dans le football sénégalais à l'image des académies comme Génération Foot et Diambars FC. 
Le Guelwaars Fatick à nouer un partenariat avec le club français de Stade Malherbe de Caen depuis 2024.
Le Guelwaars de Fatick et promu en ligue 2, après une saison passé en National 1 . L'académie de Fatick est championne de la troisième division sénégalaise de football après sa victoire contre UCST Port Autonome en finale.

## Palmarès
- National 2
  - Champion en 2024
- National 1
  - Champion en 2025